# La Cooperativa del Clot - Camp de l'Arpa
La Cooperativa o grup de consum del Clot - Camp de l'Arpa també coneguda per CoopeClot sorgeix l'any 2006 a partir de la plataforma antiglobalització que es constitueix al districte de Sant Martí, en el marc de les manifestacions de Seattle. Quatre famílies del Clot van iniciar l'organització al local de l'Associació de Veïns i Veïnes del Clot-Camp de l'Arpa. L'any 2008 l'entitat es trasllada a l'Antiga de Camp de l'Arpa, situada al carrer Fontova, 12, que ja en el passat havia aglutinat famílies per comprar queviures (llet, vi, xocolata...) a l'engròs. El 2011, l'Antiga cedeix el local a l'Ajuntament de Barcelona a canvi de la seva rehabilitació i la posterior cessió d'ús durant 15 anys. Per manca de finançament, les obres encara estan per fer i l'entitat que durant aquests anys ha desenvolupat la seva activitat al local de La Formiga Martinenca i el Casal Cívic de Sant Martí, estrena, el 2018, nou local al casal del barri de la Llacuna, al carrer Bolívia, 49. En paral·lel, enmig d'aquests canvis en relació amb l'espai de l'Antiga, tres o quatre anys després d'haver arribat a l'edifici històric, els membres de la Cooperativa del Clot - Camp de l'Arpa decideixen traslladar-se a Foment Martinenc per, finalment, avui en dia, reunir-se a l'Espai Antoni Miró i Peris (EAMP), casal de barri gestionat per la Federació d'Entitats del Clot - Camp de l'Arpa.